# کورتیس (آرکانزاس)
کورتیس (به انگلیسی: Curtis) یک منطقهٔ مسکونی در ایالات متحده آمریکا است که در شهرستان کلارک، آرکانزاس واقع شده‌است. کورتیس ۷۲٫۸۵ متر بالاتر از سطح دریا واقع شده‌است.